# Tortuga (Mexiko)
Die Isla Tortuga ist eine kleine mexikanische Insel vulkanischen Ursprungs im Golf von Kalifornien 40 km vor der Küste Niederkaliforniens. 
Die Insel ist ein 210 m hoher Schildvulkan mit einer 1 km breiten und 100 m tiefen Caldera, der vor geologisch kurzer Zeit im Holozän auf dem Ostpazifischen Rücken entstand. Die Zeit des letzten Ausbruchs ist unbekannt. Die Insel ist 4,7 km lang und maximal 3,3 km breit, bei einer Fläche von 11,374 km².
Seit 2005 gehört die Insel mit 243 anderen im Golf von Kalifornien zum UNESCO-Welterbe. Der nächste Ort an der Küste ist die alte Bergwerksstadt Santa Rosalía, Verwaltungssitz des Municipios Mulegé.
Auf der Insel ist die Tortuga-Klapperschlange verbreitet.